# Mosh Ben-Ari
 (juin 2014).
Si vous disposez d'ouvrages ou d'articles de référence ou si vous connaissez des sites web de qualité traitant du thème abordé ici, merci de compléter l'article en donnant les références utiles à sa vérifiabilité et en les liant à la section « Notes et références ».
Mosh Ben-Ari (hébreu : מוש בן ארי) né le 21 septembre 1970 à Afoula, est un auteur-compositeur-interprète et musicien israélien. Ben Ari est notamment connu pour avoir écrit et composé la chanson à succès Salaam (Od Yavo Shalom Aleinu) pour le premier album de Sheva, son groupe de musique. Cette chanson, dont le titre peut être traduit en Paix (La paix viendra à nous), a été adoptée comme hymne pacifique par de nombreux mouvements de jeunesse issus des communautés juives et israéliennes.

## Biographie
Ben Ari est né à Afula. Son père, Reuven Ben-Ari a immigré d'Irak. Sa mère, Shulamit, vient de France. Lorsqu'il était enfant, il s'est familiarisé avec la musique juive traditionnelle et ethnique qui faisait partie de sa vie quotidienne. Il a commencé à jouer de la guitare à l'âge de 16 ans et a depuis étudié la musique dans le monde entier, notamment en Inde, dans le Sahara et au Sinaï.

### Musicien
En 1995, il est l'un des fondateurs de Sheva, qui sort en 1997 son premier album, The Heavenly Wedding. Ben Ari a écrit et composé la chanson "Salaam" pour l'album, qui a été un succès et est considéré comme le plus grand succès du groupe. En 1999, le groupe publie son deuxième album, "Day and Night", à partir duquel il interprète "Shir Lema'alot" de Yosef Karduner. Ben Ari a servi de soliste dans cette chanson.
En 2001, "Ad Eli" sort son premier album solo. L'album contient 11 titres, en plus du morceau bonus "And How Not", version de couverture de la chanson de Ariel Zilber. L'album comprend le single "Ad Eli" et des duos avec le groupe Fools of Prophecy dans la chanson "Jah is One" et avec Dean Din Aviv dans la chanson "And Another Day".
En 2002, le troisième album de "Sheva", "Gan" est sorti.